# SES-8
SES-8 – geostacjonarny satelita telekomunikacyjny należący do firmy SES. Zajmuje pozycję orbitalną 95°E, wraz z satelitą NSS-6. Obsługuje głównie region Azji Południowej (Indie) i Indochin (Tajlandia, Wietnam, Laos), świadcząc usługi DTH, VSAT. Pierwszy satelita wyniesiony przez firmę SpaceX i rakietę Falcon na orbitę geostacjonarną.
Zamówiony u producenta, Orbital Sciences, w lutym 2011 roku. Zbudowany w oparciu o platformę Star-2.4. Główny napęd satelity stanowi silnik  IHI BT-4. Satelita posiada 33 transpondery pasma Ku i Ka. Korzystają one z dwóch supereliptycznych anten reflektorowych o wymiarach 2,5 × 2,7 m i jednej anteny nadirowej (1,45 m). Dwa panele ogniw słonecznych wytwarzają około 5 kW energii elektrycznej. Planowy czas pracy satelity wynosi 15 lat.
Wyniesiony początkowo na orbitę supersynchroniczną o parametrach 295 km × 80 000 km × 20,75°.